# Can Vilar de Dalt
Can Vilar de Dalt és una masia a poc més d'un km al sud del nucli de Cabanelles (l'Alt Empordà) inclosa en l'Inventari del Patrimoni Arquitectònic de Catalunya. S'hi accedeix per la carretera GIP-5121, a poca distància de la C-260.Segons el Pla Especial d'identificació i regulació de masies i cases rurals de l'Ajuntament de Cabanelles, Can Marqués és una edificació del segle xviii, construïda vers el 1776, tal com ho testimonia la inscripció d'una llinda, amb reformes i ampliacions posteriors.

Masia de planta rectangular amb la coberta de dues vessants de teula i distribuïda en planta baixa i dos pisos. Presenta un volum força malmès adossat a la banda de llevant, que encara conserva restes de la coberta de teula que el cobria. La porta d'accés a l'interior d'aquest espai és rectangular, amb els brancals bastits amb pedra desbastada i la llinda plana, gravada amb una inscripció força malmesa que ha perdut l'any de construcció. La façana principal de la masia, orientada a migdia, presenta un portal d'accés situat a l'extrem de ponent del parament. És rectangular, amb els brancals fets de pedra calcària desbastada i la llinda plana gravada amb la inscripció "1776 MIQUEL VILÁ PALABERT". Presenta un arc de descàrrega a la part superior fet de maons. La resta d'obertures de la façana són rectangulars i estan bastides en maons, tot i que majoritàriament han estat reformades. L'única excepció és la finestra d'arc de mig punt del segon pis. La resta de paraments de l'edifici presenten obertures força senzilles.
La construcció és bastida en pedra sense treballar de diverses mides, lligada amb abundant morter de calç i amb restes del revestiment arrebossat.